# 约翰·布洛德伍德父子公司

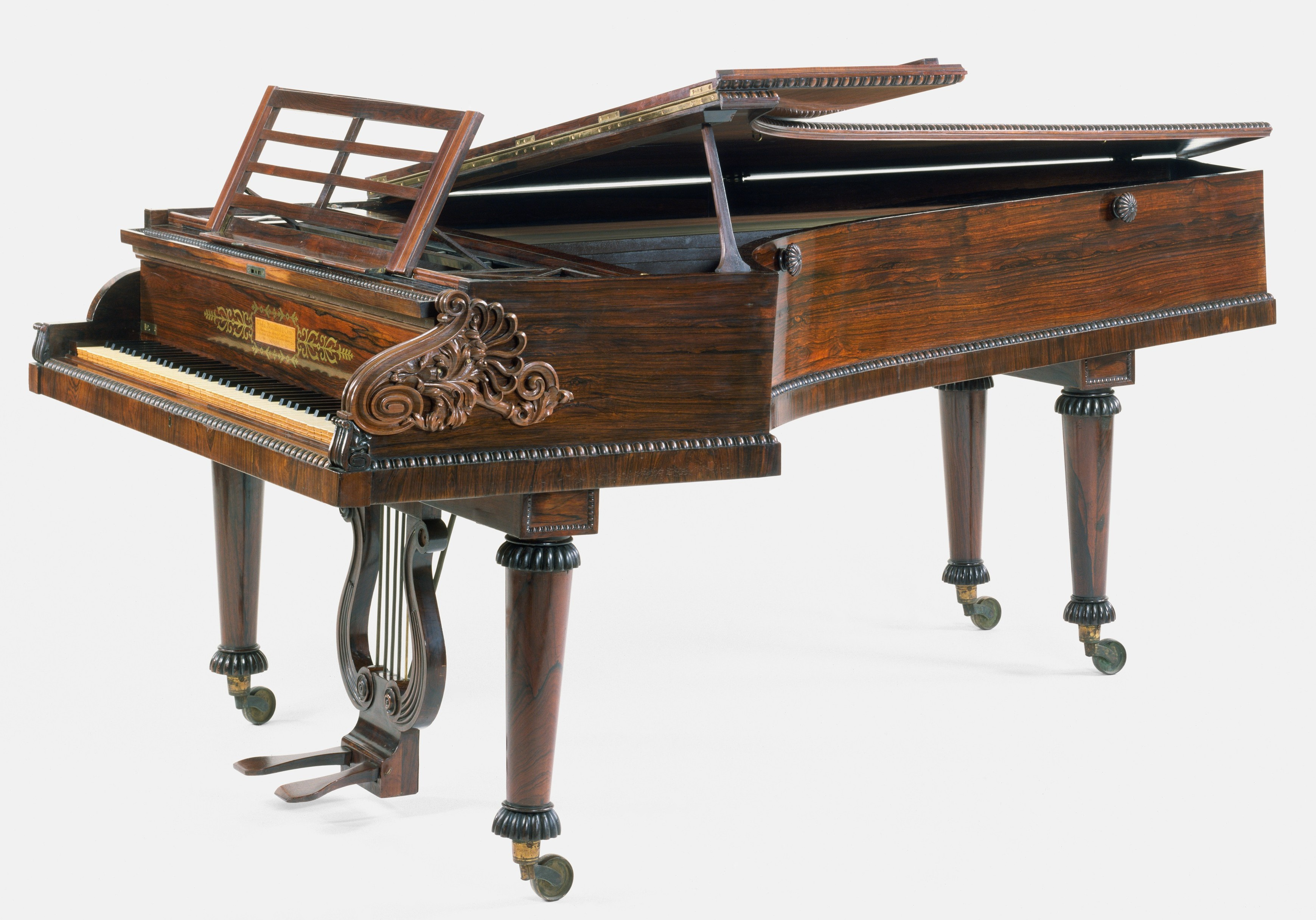
1827产的布洛德伍德大钢琴

约翰·布洛德伍德父子公司（John Broadwood & Sons）是一家英格兰北约克郡惠特比的钢琴制造商，由瑞士羽管键琴商博卡特·苏迪（Burkat Shudi）于1728年创立，苏迪1773年死后由约翰·布洛德伍德继承公司。它持有英国皇家认证。

## 历史

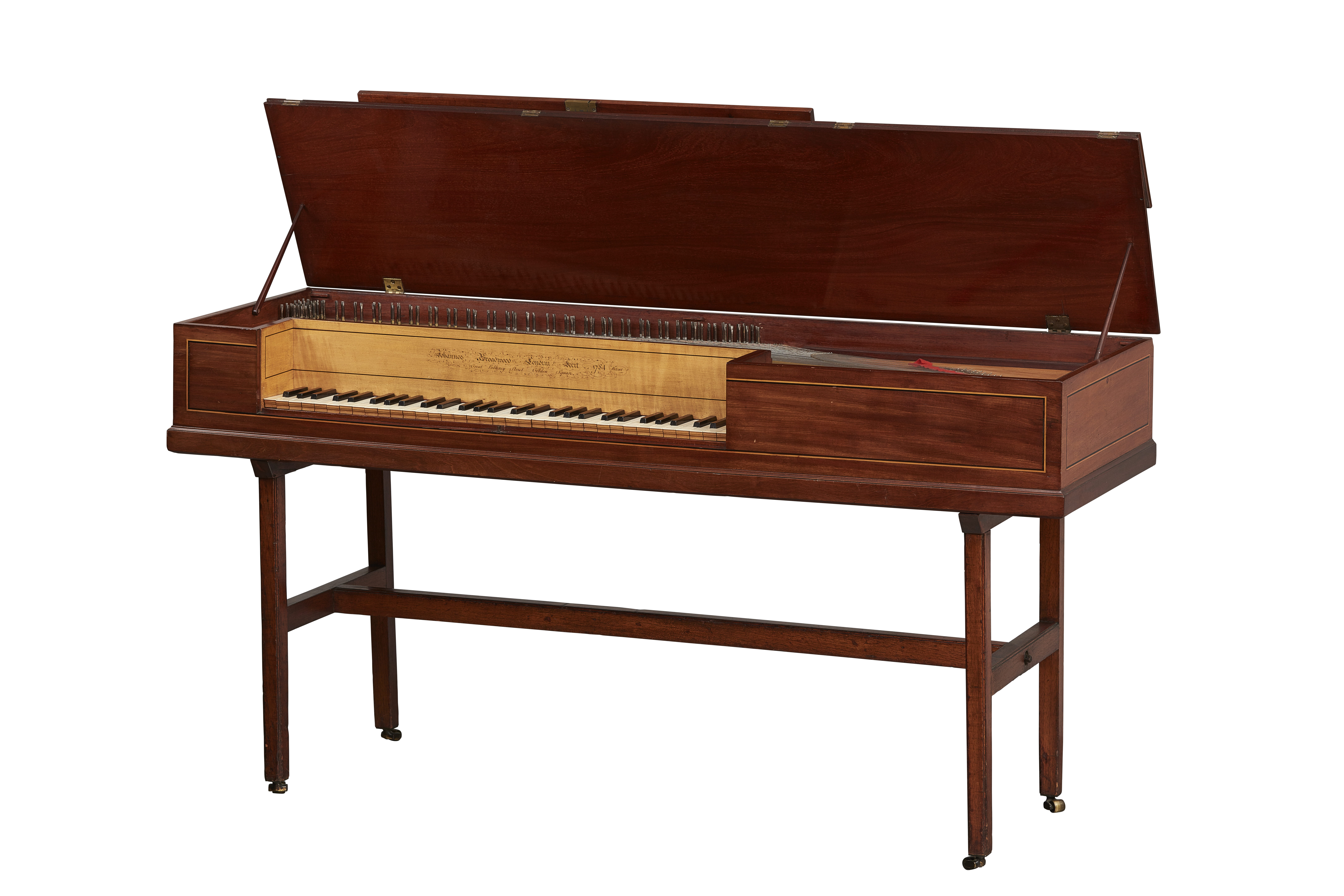
1784年方形钢琴

苏格兰木工约翰·布洛德伍德在1761年来到伦敦，为瑞士羽管键琴商博卡特·苏迪（Burkat Shudi）工作。八年后，他娶了老板的女儿，随即在1770年成为公司合伙人。1771年公司开始生产方形钢琴。随着羽管键琴渐渐落伍，1793年公司完全放弃制造羽管键琴。
约翰的儿子詹姆斯·苏迪·布洛德伍德在1785年加入公司，1795年公司因此改名约翰·布洛德伍德父子公司（John Broadwood & Son.）。约翰的三子托马斯在1808年也加入公司，因此公司名中的“Son”改为复数形式的“Sons”。